# Martín Silva
Martín Andrés Silva Leites, född 25 mars 1983 i Montevideo, Uruguay, är en uruguayansk fotbollsspelare som spelar som målvakt. Han spelar för brasilianska CR Vasco da Gama. Han spelar också för Uruguays landslag.

## Meriter
Defensor Sporting
- Primera División de Uruguay: 2007

Uruguay
- Världsmästerskapet i fotboll 2010: fjärde plats
- Copa América 2011: Vinnare